# 서피스 프로 7
서피스 프로 7(Surface Pro 7)와 서피스 프로 7+(Surface Pro 7+)은 마이크로소프트가 개발한 2-in-1 분리형 태블릿 컴퓨터이다. 서피스 프로의 7세대이며 2019년 10월 2일 서피스 노트북 3 및 서피스 프로 X와 함께 발표되었다. 2021년 1월 11일 서피스 프로 7+라고 불리는 업데이트된 버전의 장치가 출시되었다. 서피스 프로 7 및 7+는 이전 모델과 동일한 형태와 디자인을 유지하지만 미니 디스플레이포트 소켓은 USB-C 포트로 대체되었다. 디스플레이는 2736 x 1824 해상도의 터치스크린을 3:2 가로 세로 비율에 267ppi로 이전 모델과 동일하다. 서피스 프로 7은 750달러부터 시작해서 2300달러까지 올라간다. 비즈니스용 서피스 프로 7+는 900달러에서 2,800달러까지 올라간다.
마이크로소프트는 이제 2021년 9월 22일 서피스 이벤트에서 발표한 대로 소비자들에게 서피스 프로 7+를 제공할 것이다.